# 東馬內奇河
東馬內奇河是俄羅斯西南部的河流，位於庫馬─馬內奇盆地東部和中部，流经该国卡尔梅克共和国和斯塔夫罗波尔边疆区。河道全長141公里，流域面積12,500平方公里，河水主要來自融雪，喬格賴水庫處於該河的河道。